# جامعة ريتشموند
جامعة ريتشموند هي جامعة خاصة للفنون الليبرالية في ريتشموند، فرجينيا. الجامعة هي في المقام الأول جامعة سكنية جامعية تضم حوالي 4,350 طالبًا جامعيًا وخريجًا في خمس مدارس: كلية الآداب والعلوم، ومدرسة أي كلايبورن روبينز للأعمال، ومدرسة جبسون لدراسات القيادة، وكلية الحقوق بجامعة ريتشموند للقانون وكلية الدراسات المهنية والمستمرة.

## التاريخ
أسسها المعمدانيين من فرجينيا في عام 1830 كمعهد عمل يدوي للرجال الذين يرغبون في أن يصبحوا وزراء، مع تعليمات بدأها القس، إدوارد بابتيست، والذي تخرج عام 1813 من كلية هامبدن سيدني، تأسست المدرسة بعد عشر سنوات بمسمى كلية ريتشموند. بعد عام 1834، كان مبنى كولومبيا هاوس هو المبنى الأكاديمي الرئيسي لكلية ريتشموند. خلال الحرب الأهلية الأمريكية، شكل الجسم الطلابي بأكمله فوجًا وانضم إلى الجيش الكونفدرالي. تم استخدام مباني كلية ريتشموند كمستشفى للقوات الكونفدرالية وبعد ذلك كثكنة لجنود الاتحاد. استثمرت الكلية جميع أموالها في سندات الحرب الكونفدرالية، وتركت نتيجة الحرب إفلاسها. في عام 1866، تبرع جيمس توماس بمبلغ 5000 دولار لإعادة فتح الكلية. تم افتتاح كلية الحقوق في جامعة تي سي ويليامز عام 1870.
في عام 1894، انتخبت الكلية الدكتور فريديريك دبليو بايترايت رئيساً لها، حيث خدمها لمدة 51 عامًا. يتذكره الجميع كثيرا لأنه جمع الأموال اللازمة لنقل الكلية وذلك في عام 1914 من موقعها الأصلي في وسط المدينة إلى حرم جامعي جديد تبلغ مساحته 350 فدانًا في منطقة ويستهامبتون الآن في ريتشموند، وبذلك أنشأ كلية ويستهامبتون للنساء.
سميت المكتبة الرئيسية للجامعة باسم مكتبة بايترايت التذكارية، وذلك تكريما لذكرى بايترايت. من الناحية الرمزية، تحتل المكتبة وبرجها القوطي الأكاديمي المرتفع أعلى مكان على الأرض. تمت هندسة أراضيها بالمناظر الطبيعية في عام 1913، من قبل وارن مانينغ وذلك تحت إشراف تشارلز جيليت.
غير اسم المؤسسة إلى جامعة ريتشموند وذلك في عام 1920 مع تغيير اسم كلية الرجال في كلية ريتشموند. تخلصت من التمييز بين الكليات في أواخر القرن العشرين، ولكن لا يزال يشار إلى الأجزاء المعنية من الحرم الجامعي باسم «الجانبين» في ويستهامبتون وريتشموند.

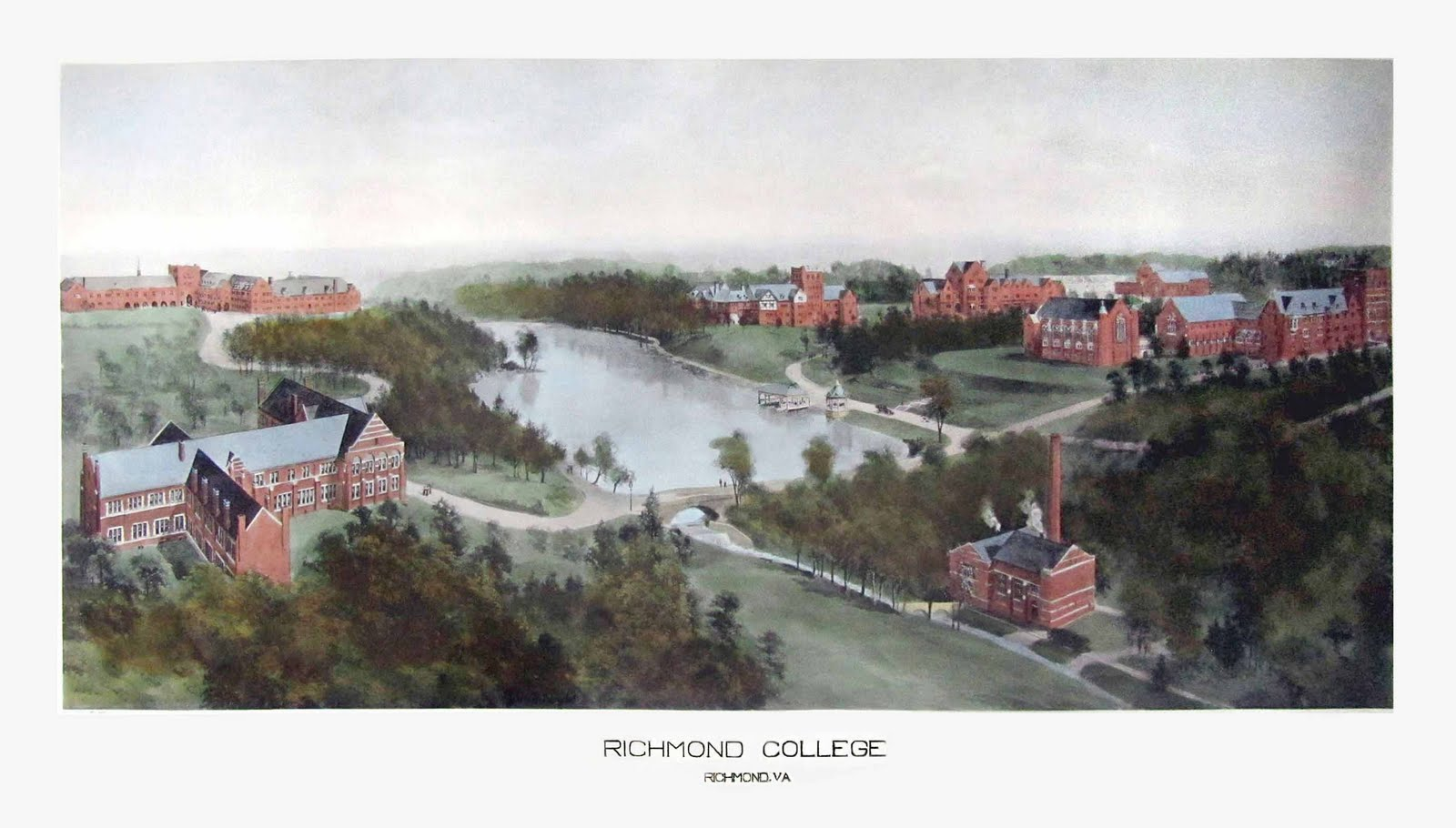
"كلية ريتشموند" في عام 1915، بعد فترة وجيزة من الانتقال إلى ريتشموند ويست إند. ريتشيل روميل (1848-1924).

في عام 1949 افتتحت كلية أي كلايبورن روبينز للأعمال، تليها كلية الدراسات المستمرة في عام 1962. في عام 1969، عندما هددت القضايا المالية بإغلاق الجامعة أو تسليمها إلى كومنولث فرجينيا، تبرع أي كلايبورن روبينز، الوصي والخريج بمبلغ 50 مليون دولار للجامعة، وهي أكبر هدية قدمت لمؤسسة للتعليم العالي في ذلك الوقت. كان هدف روبنز هو جعل ريتشموند واحدة من أفضل الجامعات الخاصة في البلاد. بالاشتراك مع رئيس الجامعة أي بورس هيلمان ومدير التطوير اتش جيرالد كويق، تم جمع المنح لتصبح قيمتها أكثر من 60 مليون دولار، مما يجعل منحة الجامعة الإجمالية في ذلك الوقت واحدة من أعلى المعدلات في البلاد.
خلال الحرب العالمية الثانية، كانت ريتشموند واحدة من 131 كلية وجامعة على الصعيد الوطني شاركت في برنامج تدريب نيفي كولج في 12، الذي قدم للطلاب طريقًا إلى لجنة البحرية.
في عام 1987 ساهم تبرع بقيمة 20 مليون دولار من روبرت س. جيبسون جونيور في افتتاح مدرسة جيبسون للدراسات القيادية. كانت المدرسة -التي افتتحت عام 1992- الأولى من نوعها في الولايات المتحدة
في عام 1990 جمع بين البعثات الأكاديمية لكليات ريتشموند وستهامبتون لتصبح باسم كلية الآداب والعلوم.
تأسس مركز وينشتاين-جكلن للنطق عام 1996. الغرض من المركز هو تقديم المساعدة لأولئك الذين يرغبون في متابعة سلوك التحدث والتعبير الفعال عبر التخصصات الأكاديمية.
في 15 أكتوبر 1992، جاء المرشحون جورج بوش الأب وبيل كلينتون وروس بيرو إلى الحرم الجامعي للمشاركة في أول مناظرة رئاسية تلفزيونية متلفزة، شاهدها 200 مليون شخص في جميع أنحاء العالم. في خطابه أمام حشد من حوالي 9000 شخص، أثناء زيارته الرئيس أوباما جامعة ريتشموند قدم قانون الوظائف الأمريكية في 11 سبتمبر 2011.
الدكتور رونالد أ. كريتشر هو الرئيس الحالي لجامعة ريتشموند، ليصبح الرئيس العاشر في 1 يوليو 2015. وهو عضو سابق في أوركسترا سينسيناتي السمفونية. ومن المعترف به أنه أول عازف التشيلو الذي حصل على درجة الدكتوراه في الفنون الموسيقية من جامعة ييل، حيث حصل أيضًا على درجة الماجستير.
في 23 فبراير 2015 أعلنت جامعة ريتشموند للهيئة الطلابية عبر البريد الإلكتروني أن مجلس الأمناء انتخب رونالد كريتشر رئيساً عاشراً للجامعة. تولى منصبه في 1 يوليو 2015، وقد أقيم حفل تنصيبه في مركز روبنز في 30 أكتوبر 2015.
أدرجت كنيسة هنري مانسفيلد كانون ميموريال، ونورث كورت، وريلاند هول في السجل الوطني للأماكن التاريخية وذلك في عام 2013.

## المدارس

### كلية الآداب والعلوم
يبدأ جميع طلاب ريتشموند الجامعيين أعمالهم في كلية الآداب والعلوم، والتي تقدم 38 تخصصًا و10 تركيزًا في الفنون والعلوم والعلوم الاجتماعية والإنسانيات. بعد سنة كاملة من الدراسة، قد يقرر الطلاب متابعة التخصصات في المدارس الجامعية الأخرى، على الرغم من أن 70 بالمائة من الطلاب يختارون البقاء.
الفرص كثيرة في كلية الفنون والعلوم، حيث يتمتع الطلاب بفرصة للدراسة في الخارج ومتابعة التدريب أو البحث أثناء الحصول على التعليم الذي يعدهم لمجموعة متنوعة من المهن أو برامج الدراسات العليا.

### كلية روبينز للأعمال
تأسست كلية روبنس للأعمال في عام 1949 وتقدم برامج التعليم الجامعي والدراسات العليا والتنفيذية. سميت على اسم الخريج أي كلايبورن روبينز.
احتلت كلية روبينز المرتبة الثانية عشر على المستوى الوطني وحصلت على المرتبة الأولى من حيث الجودة الأكاديمية من قبل بيزنيس ويك،  وتعتبر كلية روبينز الوحيدة المعتمدة تمامًا من الدرجة الأولى والتي تعد جزءًا من جامعة الفنون الحرة الأعلى تصنيفًا. في مراجعة بيزنيس ويك لعام 2009 لبرامج ماجستير إدارة الأعمال بدوام جزئي، احتلت مدرسة روبينز المرتبة الثالثة في منطقة وسط المحيط الأطلسي وفي المرتبة السابعة عشرة على مستوى البلاد.
يُمنح القبول في كلية روبينز للأعمال للطلاب الذين أكملوا دورات المحاسبة والاقتصاد والرياضيات الأساسية في نهاية الفصل الدراسي الثالث مع الحفاظ على متوسط معدل 2.7 أو أعلى.

### مدرسة جيبسون للدراسات القيادية
تأسست مدرسة جيبسون للدراسات القيادية لتلبية الحاجة الملحوظة في العالم الحديث للدراسة الأكاديمية للقيادة. تمزج المدرسة بين مناهج الاقتصاد والتاريخ والأدب والفلسفة والسياسة وعلم النفس والدين حتى يتمكن الطلاب من تعلم الأدوات المفاهيمية التي تدعم ممارسة القيادة في بيئات متنوعة. اعتبارًا من عام 2016، تظل مدرسة جيبسون هي المدرسة الوحيدة من نوعها في الولايات المتحدة المكرسة بالكامل لدراسة القيادة.

### كلية حقوق
تأسست كلية ريتشموند عام 1840، وكان عمرها 30 عامًا فقط عندما أضافت قسمًا قانونيًا. كانت السنوات الأولى ناجحة جدًا لقسم القانون الجديد، لكن خلال الأوقات المالية الصعبة التي تلت الحرب الأهلية، كان التعليم القانوني متقطعًا في كلية ريتشموند حتى عام 1890. في تلك السنة، حصلت عائلة الراحل تي. سي. ويليامز، الأب، على درجة الدكتوراه في القانون، مما يضمن استمرار تدريس القانون في كلية ريتشموند. مُنحت كلية الحقوق عضوية في رابطة كليات الحقوق الأمريكية في عام 1930 وهي الآن تسجل حوالي 500 طالب بدوام كامل ولديها 4300 خريج نشط.

### كلية الدراسات المهنية والمستمرة
تقدم كلية الدراسات المهنية والدراسات المستمرة برامج الدرجات العلمية والشهادات كما تمنح فرص الإثراء والتدريب المهني والعمل الجامعي بالطبع للطلاب غير المتفرغين وغير التقليديين من جميع الأعمار. تتيح مجموعة متنوعة من البرامج المسائية ذات الدورات الائتمانية وغير الائتمانية لأولئك الذين لديهم جداول مزدحمة لمواصلة تعليمهم أو استكشاف اهتمامات جديدة.

## الأكاديميون الجامعيون

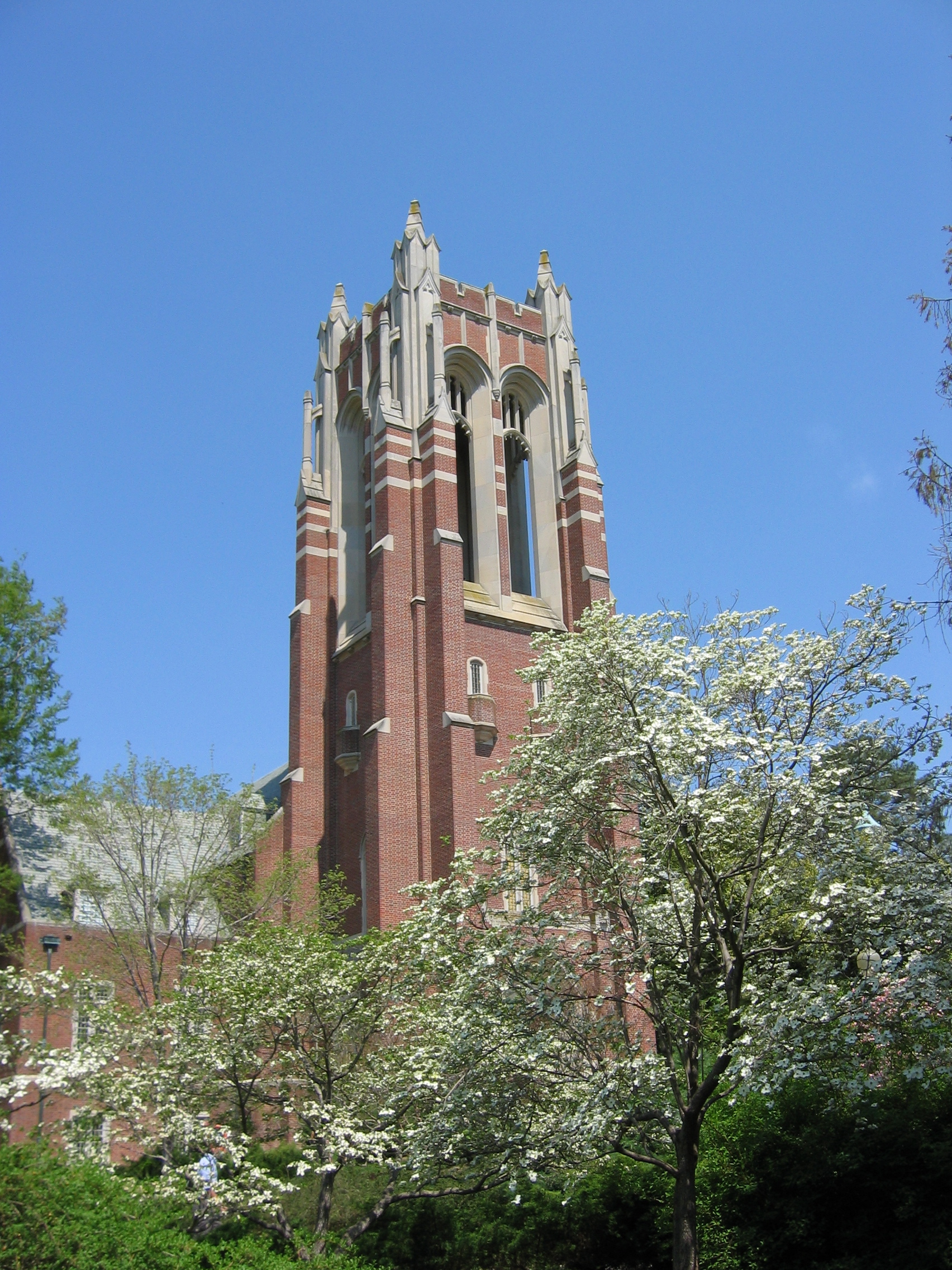
مكتبة برج رايت التذكارية

يجب على جميع الطلاب إكمال متطلبات التعليم العام كجزء من منهج الفنون الحرة. تتضمن هذه المتطلبات حلقة دراسية للطلاب الجدد يجب على جميع طلاب السنة الأولى إكمالها. متطلبات التعليم العام الأخرى تشمل الكتابة التفسيرية، والصحة، واللغة الأجنبية، وفصل واحد في كل ستة مجالات للدراسة.
تقدم ريتشموند أكثر من 100 تخصص تتركز في ثلاث مدارس جامعية - كلية الآداب والعلوم، وكلية روبنس للأعمال، وكلية جيبسون للدراسات القيادية. تقدم كلية الدراسات المستمرة، وهي في الأساس مدرسة مسائية تركز على الطلاب البالغين غير المتفرغين، برامج درجة إضافية في مناطق محددة.
قبلت جامعة ريتشموند 31.1 في المئة من المتقدمين للصف 2019. فئة 811 عضوًا من 2019 لديها نطاق متوسط 50 بالمائة لدرجات SAT من 1975 إلى 1980 ومجموعة متوسطة 50 بالمائة لعشرات ACT من 30-33.
في إصدارها «أفضل الجامعات الأمريكية لعام 2019»، صنفت مجلة يو اس نيوز آند ورلد ريبويت ريتشموند في المرتبة 25 بين كليات الفنون الليبرالية الوطنية، والثانية والعشرين بين أفضل كليات الفنون الليبرالية الوطنية. حصلت مجلة برينستون ريفيو على جائزة ريتشموند رقم 3 لأفضل كلية تدار، ورقم 4 أفضل خدمات مهنية، ورقم 4 أفضل مدارس للتدريب، ورقم 5 أفضل تجربة في الفصول الدراسية، و 8 أجمل حرم جامعي في عددها 2019 من أفضل 384 كلية.
احتل كيبلينجر ريتشموند المرتبة 18 بين «أفضل الكليات الخاصة» في الولايات المتحدة لعام 2018. تم تصنيف ريتشموند في المرتبة الثامنة من قبل سمارت مني في فئة «أفضل الكليات الخاصة لعام 2011»، تاركًا جامعتين من جامعات لافي ليج في المراكز العشرة الأولى. صنفت بيزنيس ويك مدرسة روبينز للأعمال كأفضل 12 برنامجًا جامعيًا في البلاد في عام 2009.
في عام 2015 عين قسم المال في مجلة تايم ريتشموند ضمن «أفضل 10 كليات بأكثر المساعدات المالية سخاء». في عام 2019 صنفت ريتشموند كأفضل 20 كلية فنون ليبرالية في أمريكا من قبل المتخصصة. في عامي 2016 و2017 احتلت جامعة ريتشموند المرتبة الثانية من حيث العدد الإجمالي للطلاب الذين أرسلوا للدراسة في الخارج بين كليات الباكالوريا العليا وفقًا لتقرير اوبن دور ريبورت التابع لمعهد التعليم الدولي.

يقود اسم جامعة ريتشموند البعض إلى الاعتقاد بأنها مؤسسة عامة تجذب الطلاب في المقام الأول من ولاية فرجينيا. ومع ذلك فإن حوالي 15 في المئة فقط من الطلاب الجامعيين هم من ولاية فرجينيا. تستقطب جامعة ريتشموند العديد من الطلاب من منطقتي نيو إنجلاند ووسط المحيط الأطلسي بالولايات المتحدة، وكذلك من جميع أنحاء البلاد وخارجها.
1. 1 2 3  نظام بيانات التعليم ما بعد الثانوي المتكامل، QID:Q6042926
2. ↑   http://ifx.richmond.edu/pdfs/TEMP_Enrollment_2012.pdf. {{استشهاد ويب}}: |url= بحاجة لعنوان (مساعدة) والوسيط |title= غير موجود أو فارغ (من ويكي بيانات) (مساعدة)
3. ↑  "U.S. and Canadian 2022 NTSE Participating Institutions Listed by Fiscal Year 2022 Endowment Market Value, Change in Market Value from FY21 to FY22, and FY22 Endowment Market Values Per Full-time Equivalent Student (Excel)" (بالإنجليزية). National Association of College and University Business Officers. 17 Feb 2023. Archived from the original on 2023-03-21. Retrieved 2023-05-22. {{استشهاد ويب}}: |archive-date= / |archive-url= timestamp mismatch (help)
4. ↑   https://web.archive.org/web/20240120073011/https://secure.aacu.org/iMIS/AACUR/Membership/MemberListAACU.aspx. اطلع عليه بتاريخ 2024-01-20. {{استشهاد ويب}}: |url= بحاجة لعنوان (مساعدة) والوسيط |title= غير موجود أو فارغ (من ويكي بيانات) (مساعدة)
5. ↑  Brinkley، John (1994). On This Hill: A narrative history of Hampden–Sydney College, 1774-1994. Hampden–Sydney. ص. 74. ISBN:1-886356-06-8.{{استشهاد بكتاب}}:  صيانة الاستشهاد: مكان بدون ناشر (link)
6. ↑  Virginia Historic Landmarks Commission Staff (مارس 1982). "National Register of Historic Places Inventory/Nomination: Columbia" (PDF). Virginia Department of Historic Resources. مؤرشف من الأصل (PDF) في 2012-09-27. اطلع عليه بتاريخ 2014-01-01.
7. ↑  "About the Charles F. Gillette Photograph Collection". مؤرشف من الأصل في 2019-06-18. اطلع عليه بتاريخ 2015-07-16.
8. ↑  "History - Richmond College - University of Richmond". Rc.richmond.edu. 9 يونيو 1914. مؤرشف من الأصل في 2019-07-17. اطلع عليه بتاريخ 2016-12-16.
9. ↑  "Arader Galleries Iconic College Views", Rummell, Richard, Littig & Co. 1915 نسخة محفوظة 27 مارس 2012 على موقع واي باك مشين.
10. ↑  Alley, Reuben E. History of the University of Richmond, 1830-1971. Charlottesville: University Press of Virginia, 1977.
11. ↑  Major Private Gifts to Higher Education." The Chronicle of Higher Education. 2013. Accessed Feb 2, 2017. http://chronicle.com/article/Major-Private-Gifts-to-Higher/128264/ نسخة محفوظة 2020-06-27 على موقع واي باك مشين.
12. ↑  "V-12 Program". ريتشموند: University of Richmond. 2011. مؤرشف من الأصل في 2012-01-19. اطلع عليه بتاريخ 2011-09-27.
13. ↑  "Robert Jepson is slated to speak at commencement". مؤرشف من الأصل في 2008-11-06. اطلع عليه بتاريخ 2009-03-16.
14. ↑  "Image vs. Substance (Remembering 1992: A history—and campus—altering debate)". مؤرشف من الأصل في 2010-06-10. اطلع عليه بتاريخ 2009-03-16.
15. ↑  "President Obama Speaks at UR". مؤرشف من الأصل في 2012-04-09. اطلع عليه بتاريخ 2012-02-15.
16. ↑  "National Register of Historic Places Listings". Weekly List of Actions Taken on Properties: 5/06/13 through 5/10/13. National Park Service. 17 مايو 2013. مؤرشف من الأصل في 2013-11-02.
17. ↑  "History and Architecture of the University of Richmond, 1834-1977" (PDF). مؤرشف من الأصل (PDF) في 2014-01-16. اطلع عليه بتاريخ 2014-01-15.
18. 1 2  Robins School of Business jumps to No. 12 among America's top undergraduate programs in 2009 BusinessWeek rankings[وصلة مكسورة] نسخة محفوظة 26 يناير 2020 على موقع واي باك مشين.
19. ↑  "The Best Part-Time Business Schools". Businessweek.com. مؤرشف من الأصل في 2013-11-05. اطلع عليه بتاريخ 2015-07-16.
20. ↑  Business - Undergraduate Catalog - University of Richmond
21. ↑  "University of Richmond: General Education". مؤرشف من الأصل في 2011-10-02. اطلع عليه بتاريخ 2007-10-18.
22. ↑  "University of Richmond: Majors, Minors and Concentrations". مؤرشف من الأصل في 2007-10-17. اطلع عليه بتاريخ 2007-10-18.
23. ↑  School of Continuing Studies: Evening School نسخة محفوظة 23 أبريل 2009 على موقع واي باك مشين.
24. 1 2  University of Richmond: Class of 2019 Student Profile نسخة محفوظة 30 سبتمبر 2017 على موقع واي باك مشين.
25. ↑  "University of Richmond". مؤرشف من الأصل في 2019-07-02. اطلع عليه بتاريخ 2019-07-02.
26. ↑  "University of Richmond - The Princeton Review College Rankings & Reviews". www.princetonreview.com. مؤرشف من الأصل في 2019-04-14. اطلع عليه بتاريخ 2019-04-14.
27. ↑  "Kiplinger's Best College Values". مؤرشف من الأصل في 2019-07-02. اطلع عليه بتاريخ 2019-07-02.
28. ↑  Daniel de Vise (12 أغسطس 2011). "SmartMoney college rankings gauge 'value' of public, private schools". Washington Post. مؤرشف من الأصل في 2019-01-01. اطلع عليه بتاريخ 2015-07-16.
29. ↑   {{استشهاد بخبر}}: استشهاد فارغ! (مساعدة)
30. ↑  "2020 Best Liberal Arts Colleges in America" [en] (بالإنجليزية). Archived from the original on 2017-04-15. Retrieved 2020-01-25.
31. ↑  "University of Richmond maintains No. 2 ranking for study abroad programs". news.richmond.edu (بالإنجليزية). Archived from the original on 2019-01-10. Retrieved 2019-01-09.
32. 1 2  "University of Richmond: First Year Student Profile, Geographic Distribution". مؤرشف من الأصل في 2008-02-28. اطلع عليه بتاريخ 2007-11-15.

## روابط خارجية
- الموقع الرسمي
- ريتشموند لألعاب القوى الموقع